# 小行星22705
小行星22705（22705 Erinedwards）是一颗绕太阳运转的小行星，为主小行星带小行星。该小行星于1998年9月14日发现。

## 轨道参数
小行星22705的轨道半长轴为2.9170019 UA，离心率为0.041。